# Волинець Ігор Михайлович
І́гор Миха́йлович Волине́ць (? — 6 грудня 2019) — солдат Збройних сил України, учасник російсько-української війни.

## З життєпису
У 2014—2016 роках проходив військову службу на посаді водія розвідувального взводу 2-го десантно-штурмового батальйону 95-ї бригади. В жовтні 2014 року на БТР діставляв військовослужбовців до нового терміналу Донецького аеропорту.
У ніч проти 7 грудня 2019 року помер у результаті самогубства. Похований у с. Голубівка Житомирської області

## Нагороди
За особисту мужність, сумлінне та бездоганне служіння Українському народові, зразкове виконання військового обов'язку відзначений — нагороджений
- 15 вересня 2015 року — орденом «За мужність» III ступеня.
- 2016 — орден «Народний Герой України».[3]